# Wapoo
Wapoo (Wappoo, Wapou), nekadašnje maleno pleme iz skupine Cusabo, koji su nekada živjeli na Wapoo Creeku u Južnoj Karolini. Bartram ih spominje u Trav., 54, 1792. među plemenima u blizini Charlestona. Označeni su i na Del'Isle'sovoj mapi pod imenom Ouapamo na rijeci Wingau u Južnoj Karolini. 
O njima više ništa nije poznato, i nema drugih spomena.

## Vanjske poveznice
- Wappoo